# Union des Églises baptistes du Bénin
L’Union des Églises Baptistes du Bénin (UEBB) est une association chrétienne évangélique d'églises baptistes au Bénin. Elle compte un institut de théologie affilié, l’Institut Biblique Baptiste du Bénin. Elle est membre de l'Alliance baptiste mondiale. Son siège est situé à Cotonou.

## Histoire

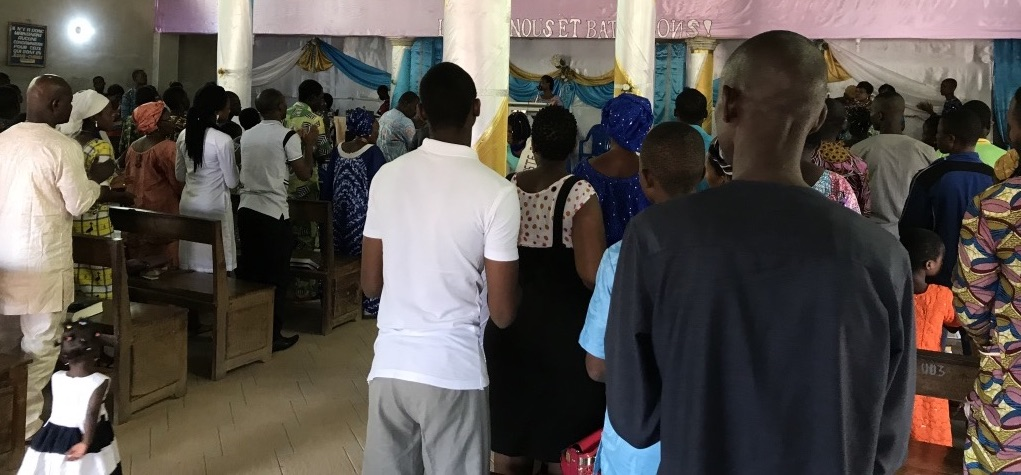
Service à l’Église baptiste de Sèmè à Abomey-Calavi.

L’Union a ses origines dans une mission américaine du Conseil de mission internationale en 1971 ,.  L’Union est officiellement fondée en 1990 à Abomey. En 1997, elle a fondé l'Institut Biblique Baptiste du Bénin à Bohicon . En 2018, elle a fondé le réseau « Chefs d’entreprise et Cadres Baptistes du Bénin (CECAB) » afin de favoriser des actions de développement dans l’Union. Selon un recensement de l’association, en 2023 elle disait avoir 359 églises et 11,831 membres.